# 2MASS J05012406-0010452
2MASS J05012406-0010452 ist ein Brauner Zwerg im Sternbild Orion. Er wurde 2008 von I. Neill Reid et al. entdeckt.
Er gehört der Spektralklasse L2 an.